# 오마이뉴스에 대한 비판
오마이뉴스는 2000년에 창간된 대한민국의 순수 인터넷 언론이다. 2002년 4월 30일에는 주간 오마이뉴스를 창간하여, 지면으로도 뉴스를 내보내고 있다.

## 논란

### 정간법에 대한 태도
오마이뉴스 오연호 대표는 2002년 1월 21일 한겨레와의 인터뷰에서 오마이뉴스의 특정후보 지지 표명에 대해 선관위는 '편파·왜곡 보도금지' 조항으로 규정해 제재를 가할 가능성이 있으나 《오마이뉴스》는 "정기간행물법상 《오마이뉴스》는 매체가 아니기 때문에 문제가 없다"고 주장했다. 그러나 선거관리위원회가 오마이뉴스의 대선주자 인터뷰를 정간법에 등록된 언론이 아니기 때문에 불허하자 오마이뉴스는“정간법이 `언론이냐, 아니냐’의 기준이 될 수 없다”고 입장을 바꿨다.

### 기사의 전문성
오마이뉴스는 누구나 기자가 되어 글을 쓸 수 있으므로, 검증되지 않은 기사가 많다는 지적이 있다. 오마이 뉴스는 아예 "우리는 더 편파적이어야 한다" 주장했다. '오마이뉴스는 더 편파적이어야 한다'라는 칼럼에서 말하길, "중간에만 있어도 좌측에 있는 것으로 보일 수도 있을 것이다. 또 이것을 수구세력들은 십분 이용한다. 때문에 <한겨레>와 <오마이뉴스>는 앞으로도 충분히 편파적이어야 한다." 라고 했다. 오마이뉴스는 또한 조중동의 편파성의 차이를 예로 들었다. 오마이뉴스는 "상식과 몰상식이라는 잣대에 차이가 있다."면서 "조중동의 지면에는 상식을 비틀고 휘어 보이게 하는 편파성이 있지만, <한겨레>와 <오마이뉴스>에는 비틀리고 휘어진 상식을 바로잡으려는 편파성이 있다"고 주장했다. 오마이 뉴스 스스로가 자사의 편집 능력에 의문을 제기하는 보도를 내기도 했다. "누구도 기사에 대한 책임을 전혀 지지 않는다. 기사를 검증없이 기사화하는 편집부의 안일한 태도와 성격상 기사 작성자의 양식에 맡겨야 하는 시론을 함부로 생나무에 묶어두는 태도를 어떻게 이해하란 말인가."라고 했다. 자사 비판기사는 다른 언론에서는 보기 어려운 모습이다.

### 왜곡 보도
- 기사 소스의 다양성 부족이 논란이 되고 있다. '한나라당 이회창 후보의 아들 병역 의혹'를 거듭 제기하며 '특종'으로 보도했는데 이 '특종'은 전적으로 '김대업'이라는 한 사람의 이야기에 의존해 사실인 양 기사화되었다. 김대업은 훗날 무고와 명예 훼손 재판에서 모두 패했다.[5]
- 이명박 대통령이 "촛불 배후는 주사파 친북세력"이라고 말했다고 오마이뉴스가 보도했는데, 이는 사실이 아니라며, 청와대 측은 "왜곡 보도로 정정보도를 요청했으며 이를 수용하지 않을 경우 법적 조치를 취할 것"이라고 하기도 했다.[6]
- 오마이 뉴스가 장자연 자살 사건 관련, 서세원의 발언을 왜곡 과장 보도했다는 지적이, 당시 인터뷰 현장에 같이 있던 제3자인 주진우 시사in 기자의 증언으로부터 나왔다. 이에 대해 오마이뉴스는 "서씨와 유씨의 대화를 병실 문밖에서 들은 것이기 때문에 토씨 하나까지 옮겼다고 보진 않지만 큰 틀에서 왜곡되지 않았다"라고 반박했다.[7]
- 한나라당 소속 의원의 발언을 다르게 왜곡 보도해서 물의를 빚었다. 한나라당 이군현 의원은 개정 사립학교법의 개방형 이사제에 대한 자신의 입장이 ‘찬성’에서 ‘반대’로 바뀌었다는 <오마이뉴스>의 3일자 보도와 관련, “사실과 다르다”면서 “즉각 보도를 중단하고 사과할 것”을 촉구했다.[8]
- 《MBC 100분토론》을 인용한 기사도 왜곡됐다는 지적이 나왔다. 《MBC 100분토론》에서 진성호 의원 일부 발언 내용은 대본과 방송에도 없는 내용이었다고 한다.[9]

- 오마이 뉴스는 한나라당 주성영 의원을 성희롱 당사자인양 보도를 해서 물의를 빚었다. 검찰 결과 이는 사실이 아니며 성희롱 당사자는 주성영 의원이 아니라 당시 함께 술을 마셨던 대구지방 검찰청 모 검사의 소행으로 밝혀졌다. 오마이 뉴스는 잘못에 대해 끝까지 책임 지지 않으려는 자세를 보여 비판을 받았다. 오마이뉴스는 주성영 의원이 국정감사 피감기관 관계자와 '부적절한' 술자리를 가진 점 , 폭언이 있었다는 사실은 명백하다는 점, 성희롱으로 오해받을 수 있는 발언도 분명 있었다는 점, 술집사장 H의 증언을 자신들 뿐만 아니라 공중파 방송을 포함한 5개 언론사 기자들도 함께 들었다는 점 등을 지적하며 주성영에게 책임을 요구했다.[10] 그러나 이를 작성한 기자중 한명은 법원에 벌금형을 받았다.[11]
- <전설의 독도수비대, '영웅'은 없었다>는 기사를 통해 독도의용수비대 활동은 '왜곡 과장으로 밝혀졌다'라고 폄훼 기사를 내서 물의를 빚었다. 그렇게 보도 해놓고 며칠 후 “독도의용수비대 행위는 역사적 사실이다"라고 보도를 해 오락가락한 자세로 비판을 받았다. 독도의용수비대동지회의 사무국장을 지낸 독도수호대 김점구씨는"(왜곡 보도에 의해) 관련 기사를 본 어르신들의 분노는 말로 표현할 수 없다. 대국민 소송단을 꾸려서라도 명예를 꼭 회복할 것" 이라고 말했다.[12]
- 오마이뉴스는 인터넷 민족신문 발행인 김기백의 발언을 왜곡해서 보도 했다. 이에 대해 김기백의 항의가 있었고 김기백은 사과 한마디 없이 수정했다고 지적했다.[13]
- 이종석 통일부 장관의 발언을 오마이뉴스가 왜곡 보도해서 물의를 빚었다. 오마이뉴스는 5·31 지방선거 전날 대통령직 인수위 외교통일안보분과 출신 인사들이 모인 회식 자리에서 이종석이 "인수위 멤버는 내가 챙긴다"면서 안광복국가정보원 기조실장의 승진발탁에 영향력을 행사한 것처럼 발언했다고 23일보도한 바 있다. 이종석 통일부 장관은 분노하며 법률적 대응을 천명하기도 했다.[14]
- YTN은 오마이뉴스가 사실확인이 명확히 이뤄지지 않은 상태에서 의혹 제기를 하는 방법으로 자사에 대한 왜곡 보도를 했다고 하며 이를 법원에 고소하기도 했다. YTN은 "황 교수를 구하기 위하여' 김선종 연구원 인터뷰를 보도한 것으로 일부 여론에 비쳐지고, 이로 인해 신뢰성에 많은 피해를 입고 있다"면서 손배소를 제기한 이유를 설명했다.[15]
- 탈북자 출신인 강철환 조선일보 기자가 쓴 책을 자의적으로 인용해서 오보 칼럼으로 물의를 빚었다. 데일리NK라는 매체는 이에 대해,“오마이뉴스는 강철환씨가 수용소 생활을 한 것은 1977년대 후반부터 10년간인데 그때와 지금은 다르지 않겠느냐, 1970년대 후반에는 남한도 인권의 후진국이었다는 식으로 칼럼을 썼다"며 “무식은 죄가 아니지만 기자가 ‘확인’을 해보지 않은 것은 분명한 죄"라고 말했다.[16]
- 특정 정치 세력에 대한 편파성도 지적된다. 한나라당의 병역 비리 의혹을 제기하면서 민주당이나 야당 출신 정치인에 대한 의혹은 침묵하고 감싸고 있다는 지적이 있다.
- 《뉴스타운》은 오마이뉴스가 연평도 포격 사건때, 원인 제공자인 북한을 비난하지 않고, 자국 정부를 더 비판하는 기사를 썼다고 비판했다.[17]
- 문재인 정부 출범 이후에는 오히려 급격하게 친정부 스탠스로 전환하면서 언론 기능이 상실했다고 평하고 있다.

- 이념 편향 왜곡 보도에 대한 지적도 있다. 한나라당 안상수 원내대표는 오마이 뉴스가 쓴 '좌파교육 때문에 성폭력 범죄가 발생한다'라는 기사에서 그의 발언을 인용 보도한 것과 관련, "전체 발언취지를 심각하게 왜곡 보도한 것"이라고 항의 했다. 안상수는 "오마이 뉴스가 발언의 취지를 무시하고, 마치 좌파교육 때문에 성폭력 범죄가 발생했다고 발언한 것처럼 왜곡·편집 보도했다"면서 "왜곡된 보도를 즉시 바로 잡아달라"고 요구했다.[18]

- 김문수 경기도지사의 신년인사회 발언을 왜곡 보도해서 경기도청으로부터 항의를 받았다.이와 관련 경기도는 "오마이뉴스 기자의 시대착오적 황색저널리즘을 비판하다."는 제목의 공식 논평을 발표하고 비판하기도 했다.[19]

### 오보
- 전북 부안군 위도에 핵폐기장 관련으로 오마이 뉴스가 허위 사실을 유포한 것으로 고소를 당했다. 과학기술정책 연구원부연구위원 박모씨는 명예훼손을 당했다며 인터넷매체〈오마이뉴스〉를 부안경찰서에 고소하기도 했다. 그는 "〈오마이뉴스〉가 허위사실을 유포해 명예가 심각하게훼손당했으며 총리실 산하인 연구기관을 한국수력원자력㈜의 용역회사로 보도하는등 악의적인 오보가 많다”고 밝혔다. 박씨는 “허위 보도사실을 믿은 부안군민들이 집을 습격해 승용차를 불태우는 등심각한 위협을 받았으며, 이를 본 아내가 유산했고, 후유증에 시달리고 있다”고 덧붙였다.[20]
- 오마이뉴스는 "노 대통령, 정상회담 대북특사 파견, 북한 6자회담 복귀, 사전 통보받았다"는 제하의 기사를 썼는데, 오보로 밝혀졌다. 이 오보때문에 평양이 서울의 진의를 의심하고 남북간 회담은 무산되기도 했다.[21]
- 중학생들이 장난치는 모습의 영상을 '학교 왕따 동영상'으로 잘못 보도해, 해당 학교 교장이 목숨을 끊었다. 재판부는 이에, "해당 동영상은 교실에서의 집단괴롭힘을 담은 '왕따 가학동영상'이 아닌데도 피고는 사실 확인을 하지 않은 채 피해자측에 대한 인터뷰만 한채 사실과 다른 내용을 보도해 고인의 명예를 훼손했다"고 밝혔다.[22]
- 한국 교총에 대한 왜곡 기사로 물의를 빚기도 했다. 오마이뉴스는 한국 교총 출마자가 향응을 제공했다는 식으로 보도했는데, 이는 주변 진술과 신용카드 결제 전표등 증거에 의하면 사실이 아닌것으로 드러났고, 한국교총은 오마이뉴스의 오보에 대한 법적 대응을 천명하기도 했다.[23]
- 오마이뉴스 2008년 촛불시위 당시 ‘국민토성 완성…“오늘은 명박산성 넘자”’는 제목의 기사에서 “우익단체 회원은 기어코 사고를 쳤다. 봉태홍 라이트코리아 대표는 청계광장에서 한 노인과 말다툼을 하다가 노인의 얼굴을 물통으로 가격하고 도망갔다”고 보도했다. 그러나 실상은 촛불시위대가 문화제가 끝나고 해산하던 무렵, ‘STOP 거짓 촛불’이라고 적힌 손피켓을 들고 있던 봉 대표에게 다가갔다. 순식간에 봉 대표를 둘러싼 시위대들은 피켓을 빼앗았고, 항의하는 봉 대표에게 달려들었다. 자리를 피하려던 봉 대표는 결국 시위대에 붙잡혀 곤혹을 치렀다. 입고 있던 양복이 찢기고 디지털카메라도 분실했다. 하지만 그 다음날 봉 대표는 ‘가해자’로 둔갑됐다. 봉태홍은 <오마이뉴스>와 ‘미디어 몽구’를 포함한 12명의 네티즌을 허위사실 보도에 따른 명예훼손 혐의로 검찰에 고소했고 대질조사에서 <오마이뉴스>의 해당 기사를 작성한 기자가 ‘현장에서 직접 본 것이 아니라 시민들이 잘못 본 것을 그대로 받아 적어’ 생긴 해프닝이었음이 드러났다. 결국 오마이뉴스는 3년만에 정정보도와 함께 사과문을 올렸다.[24]

### 기타비판
- 오마이 뉴스는 같은 인터넷 언론 마이데일리를 자의적으로 인용해서 선정적으로 보이도록 기사를 썼는데, 이에 대해 마이 데일리는 "이 기사를 작성한 오마이뉴스의 두 기자야 말로 기본적인 사실 확인조차 없이 마구잡이로 기사를 썼다고 말할 수 밖에 없다." 라고 비판하였다.[25]
- 창조한국당은 문국현 의원 측근은 창조한국당에 대한 기사에 대해 "오마이뉴스, 한겨레 등 일부 보도는 악의적이다"고 주장했다. 창조한국당은 "최근 일부 언론에서 창조한국당이 대선 선거비용과 관련하여 내부갈등을 빚고 있는 것으로 비춰지고 있는데 사실이 아니다"며 "당은 공당으로서 적법한 절차에 따라 선거 자금을 회계 처리했다"고 주장했다.[26]
- KBS는 자사에 대한 오마이 뉴스 보도에 대해 허무 맹랑한 거짓말이라고 명예훼손으로 고소하기도 했다. KBS는 "김인규 사장이 호텔 모임까지 찾아와 인사 로비를 했다는 최 전 부위원장의 주장은 허무맹랑한 거짓말이며 이를 인용한 <한겨레>와 <오마이뉴스> 역시 명백한 오보"라며 "김 사장은 2006년 10월 30일 서울 팔레스호텔에서 열린 ‘방송통신융합 국제 세미나’에 방송학회 부회장 자격으로 참석했고 최민희 부위원장은 방송위원장을 대신해 연설하기 위해 참석했던 것"이라고 주장했다.[27]
- 노무현 정권과 유착 의혹도 있었다. 노무현 정부시절 청와대가 오마이뉴스에 단독 인터뷰를 요청했다는 의혹때문이었다. 이에 대해 오마이뉴스는 "당선 이후 여러 차례 인터뷰를 요청해 이뤄진 취재의 산물"이라고 반박했다.[28] 오마이 뉴스가 외교 정책에 대한 오보를 냈어도 노무현 정부는 관대하게 넘어갔으며, 청와대 주변에서는 이를 "우호적인 언론에 관대한 처신"이라는 비판도 나왔다.[29]
- 오마이 뉴스 기자가 촛불시위 기사를 쓰면서 자작극을 벌인게 드러났고, 오마이뉴스는 이에 대해 사과하기도 했다. 당시 오마이뉴스는 제안자가 자신임을 밝히지 않고 ‘한겨레 자유토론방에서 나온 것으로 알려져 있다’고 쓴 것은 분명히 잘못된 일이고 또 바람직하지 못한 일이라고 시인했다.[30]

### 비판에 대한 비판
한나라당 원내대표 안상수는, 오마이뉴스가 '좌파교육 때문에 성폭력 범죄가 발생한다'라는 기사에서 자신의 발언을 인용 보도한 것과 관련, "전체 발언취지를 심각하게 왜곡 보도한 것"이라고 항의 했다. 안상수는 "오마이 뉴스가 발언의 취지를 무시하고, 마치 좌파교육 때문에 성폭력 범죄가 발생했다고 발언한 것처럼 왜곡·편집 보도했다"면서 "왜곡된 보도를 즉시 바로 잡아달라"고 요구했다. 그러나 안상수가 "이런 잘못된 교육(좌파정권의 편향된 교육)에 의해서 극악무도한 흉악범죄들, 아동성폭력 범죄들이 생겨난다" 이라고 말한 것은 사실이었다.

### 편파 및 왜곡된 기사 리스트
- 통일부 변심에…‘현정화-리분희’ 19년만의 재회 무산. 그러나 실제로는 북한 미사일 발사로 인하여 민간인 들의 만남이 지연된 것임. 그러나 이를 알고서도 정부가 두 스포츠 스타를 막은 것으로 기사를 편향되게 작성.[32]

## 반대 운동
이대영 중앙대 겸임교수는 '뉴라이트닷컴' 게시판에 올린 글에서 "오마이뉴스는 뻔뻔스런 언론이며 난독증 환자"라며 강력하게 비난했다.